# Архона, Адриа
А́дриа Архо́на (англ. Adria Arjona; род. 25 апреля 1992, Сан-Хуан, Пуэрто-Рико) — американская актриса. Наиболее известна по ролям Эмили во втором сезоне «Настоящего детектива» (2015), Дороти Гейл в телесериале «Изумрудный город» (2017), Анафемы Гаджет в телесериале «Благие знамения» (2019) и Бикс Калин в телесериале «Андор» (2022—2025).

## Ранние годы
Адриа Архона родилась в Пуэрто-Рико, но выросла в Мехико. Её отец, Рикардо Архона, является известным гватемальским автором-исполнителем, а мать, Лесли Торрес, — пуэрториканка. В возрасте 12 лет Адриа переехала в Майами и жила там до 18 лет, после чего переехала в Нью-Йорк, где работала официанткой и хостес, пока училась актёрскому мастерству в Институте театра и кино Ли Страсберга.

## Карьера
Среди ранних ролей Архоны на телевидении ― Эмили во втором сезоне антологического телесериала «Настоящий детектив» (2015) и Дани Сильва в двух эпизодах телесериала «В поле зрения» (в 2014 и 2015 годах). Позже она снялась в сериале «Изумрудный город» в роли Дороти Гейл и сыграла Анафему Девайс в сериале «Благие знамения». Она появилась в качестве второстепенного персонажа в фильме «Тройной рубеж», вышедшем на экраны в марте 2019 года, а позже в главной роли в фильме «Призрачная шестёрка», вышедшем на экраны в декабре 2019 года.
Она сыграла роль второго плана вместе с Джейсоном Момоа в фильме «Малышка», который вышел на Netflix в октябре 2021 года. В декабре 2018 года она вступила в переговоры о съёмках спин-оффа «Морбиус», чтобы сыграть главную женскую роль в фильме Мартина Бэнкрофт, и её участие было подтверждено в конце января. Режиссёр фильма Даниэль Эспиноса счёл, что Архона идеально подходит на эту роль, заявив: «Было ясно, что это её роль». После выхода в прокат в марте 2022 года фильм получил плохие отзывы критиков и стал кассовой бомбой. В рецензии на картину Дэвид Руни из The Hollywood Reporter написал: «Архона держится уверенно, но её героиня также немного теряется в этой бойне».
В 2020 году она снялась в рекламной кампании аромата My Way от Giorgio Armani. Позже в том же году Variety подтвердило, что Архона получила роль в сериале «Андор». Она присоединилась к ранее заявленному исполнителю главной роли Диего Луне, который повторил свою роль из фильма 2016 года «Изгой-один. Звёздные войны: Истории». В апреле 2021 года Архона была утверждена на главную роль вместе с Энди Гарсией в фильме Warner Bros. ремейк «Отца невесты». Сюжет ремейка был рассказан через призму большой кубино-американской семьи. В октябре 2021 года Архона снялась в драматическом фильме «Лос-Анджелес Фрикис», автором сценария и режиссёром которого являются Тайлер Нилсон и Майкл Шварц. Затем Архона снялась вместе с Гленом Пауэллом в комедийном боевике «Я не киллер». Она участвовала в написании диалогов и раскадровке сцен. После выхода в 2023 году фильм получил высокую оценку критиков, в том числе за актёрскую игру.
Сыграла главную роль в фильме «Подай знак», режиссёрском дебюте Зои Кравиц, который вышел в августе 2024 года.

## Личная жизнь
31 августа 2019 года Архона вышла замуж за адвоката Эдгардо Каналес-младшего.
Они расстались в 2023 году. 21 мая 2024 года в Instagram было подтверждено, что Архона состоит в отношениях с актёром Джейсоном Момоа.

## Фильмография
| Год       |     | Русское название            | Оригинальное название   | Роль             |
| --------- | --- | --------------------------- | ----------------------- | ---------------- |
| 2014      | с   | Помнить всё                 | Unforgettable           | Сьюзи Хоучен     |
| 2014—2015 | с   | В поле зрения               | Person of Interest      | Дэни Сильва      |
| 2015      | ф   | Маленькая Галисия           | Little Galicia          | Патрисия         |
| 2015      | с   | Настоящий детектив          | True Detective          | Эмили            |
| 2015      | с   | Нарко                       | Narcos                  | Хелена           |
| 2015      | кор | Они                         | Eos                     | женщина          |
| 2016      | ф   | Аномальный                  | Anomalous               | Кейт Грант       |
| 2017      | ф   | Эксперимент «Офис»          | The Belko Experiment    | Леандра Флорина  |
| 2017      | тф  | Безымянный майамский проект | Untitled Miami Project  | Мария Зорилья    |
| 2017      | с   | Изумрудный город            | Emerald City            | Дороти Гейл      |
| 2018      | тф  | Душа компании               | Life of the Party       | Аманда           |
| 2018      | ф   | Тихоокеанский рубеж 2       | Pacific Rim: Uprising   | Джулс Рейс       |
| 2019      | с   | Благие знамения             | Good Omens              | Анафема Гаджет   |
| 2019      | ф   | Тройная граница             | Triple Frontier         | Йованна          |
| 2019      | ф   | Призрачная шестёрка         | Six Underground         | Пятая            |
| 2020      | с   | Край монстров               | Monsterland             | Русалка          |
| 2021      | ф   | Малышка                     | Sweet Girl              | Аманда Купер     |
| 2022      | ф   | Морбиус                     | Morbius                 | Мартина Бэнкрофт |
| 2022      | ф   | Отец невесты                | Father of the Bride     | София Эррера     |
| 2022      | с   | Ирма Веп                    | Irma Vep                | Лори             |
| 2022—2025 | с   | Андор                       | Andor                   | Бикс Калин       |
| 2023      | ф   | Я не киллер                 | Hitman                  | Мэдди Мастерс    |
| 2024      | ф   | Лос-Фрикис                  | Los Frikis              | Мария            |
| 2024      | ф   | Подай знак                  | Blink Twice             | Сара             |
| 2025      | ф   | Нескромные                  | Splitsville             | Эшли             |
| 2027      | ф   | Афера Томаса Крауна         | The Thomas Crown Affair |                  |
|           | с   | Криминал                    | Criminal                | Грета            |
|           | ф   | Натиск                      | Onslaught               |                  |
|           | ф   | Произнеси её имя            | Say Her Name            |                  |
|           | ф   | Банда Альфа                 | Alpha Gang              |                  |